# Le Premier des Râjâ
Le Premier des Râjâ est le premier volume de la série Wariwulf de l'auteur Bryan Perro.

## Résumé de la première partie
Varka (aussi connu sous le nom d'Avatah à sa naissance), après avoir été le performant esclave d'un homme appelé « le Mésopotamien », se révolte contre le contremaitre de la cité de Çatal Höyük en le battant à même le chantier de construction. En arrachant son collier serti d'une pierre précieuse, il remarque dans le gemme un œil le regardant, celui de Börte Tchino, la déesse des loups. On lui apprend que c'est une pierre de lune, issue d'une larme que l'astre de nuit avait versée. Il voudra alors à tout prix trouver ces cristaux.
Varka découvre dans trois de ces pierres de lune le destin qui lui a été confié par la déesse Börte Tchinö afin de pouvoir jaillir de l'obscurité un peuple mi-homme mi-loup... Dans la pierre bleue, il avait aperçu l'œil de la déesse des loups. À l'intérieur d'une gemme verte, il voit l'image la femme de sa vie, la princesse de Byzance, et dans un rouge, se reflète l'illusion d'un homme qui est en fait Hitovo, son frère jumeau.
Électra, la princesse de Byzance dont Varka est follement amoureux, cherche à sortir de son palais. Hitovo, le frère jumeau de Varka, demande Electra en mariage et c'est en allant vers la ville Thrace qu'elle rencontre l'animal que le destin avait placé sur son chemin, le loup dans lequel Avatah s'était métamorphosé... La suite dans le tome 1.
Page couverture de Wariwulf, Le premier des râjâ en France.
Page couverture de Wariwulf, Le premier des râjâ au Québec

## Lieux
La série se caractérise par différents lieux historiques connus, mais aussi d'autres endroits de la création de l'auteur.

### Lieux historiques
- Çatal Höyük
- Byzance
- Veliko Tarnovo

## Parties du livre
1. L'œil de Börte Tchinö (p. 11 à p. 144)
2. L'union sacrée (p. 145 à p. 316)
3. La lune rouge (p. 317 à p.369)